# Wairere

La rivière Wairere  (en anglais : Wairere River ) ou Wairere Stream est un cours d’eau de la région du Northland dans l’Île du Nord de la Nouvelle-Zélande.

## Géographie
Elle s’écoule vers le nord-ouest pour atteindre le fleuve Waihou, un bras du mouillage de Hokianga Harbour.